# Gouverneurswahl in Texas 1847

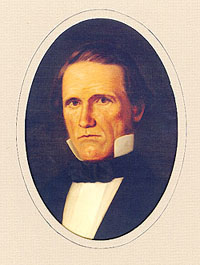
George T. Wood

Die Wahl des Gouverneurs von Texas des Jahres 1847 fand im November 1847 statt. Sie wurde durch den Rücktritt von Amtsinhaber James Pinckney Henderson notwendig. Aus der Wahl ging der demokratische Politiker George T. Wood als Sieger hervor.

## Ergebnis
| Kandidat              | Stimmen | %     |
| --------------------- | ------- | ----- |
| George T. Wood        | 7.154   | 48,45 |
| James B. Miller       | 5.106   | 34,58 |
| Nicholas H. Darnell   | 1.276   | 8,64  |
| Jesse J. Robinson     | 379     | 2,57  |
| ungültig              | 852     | 5,77  |
| Gesamt                | 14.767  |       |
| Quelle: Texas Almanac |         |       |